# Szwajcarski Bank Narodowy
Szwajcarski Bank Narodowy (niem. Schweizerische Nationalbank (SNB), fr. Banque Nationale Suisse (BNS), wł. Banca Nazionale Svizzera (BNS), romansz Banca Naziunala Svizra (BNS)) – bank centralny Szwajcarii. Jest odpowiedzialny za politykę pieniężną i emisję franka szwajcarskiego.

## Prezesi Szwajcarskiego Banku Narodowego[2]
- Heinrich Kundert od 20.06.1907 do 30.11.1915
- August Burckhardt od 01.12.1915 do 26.11.1924
- Gottlieb Bachmann(inne języki) od 01.07.1925 do 15.03.1939
- Ernst Weber od 01.04.1939 do 31.03.1947
- Paul Keller od 01.04.1947 do 31.05.1956
- Walter Schwegler(inne języki) od 01.06.1956 do 31.08.1966
- Edwin Stopper(inne języki) od 01.09.1966 do 30.04.1974
- Fritz Leutwiler(inne języki) od 01.05.1974 do 31.12.1984
- Pierre Languetin(inne języki) od 01.01.1988 do 30.04.1988
- Markus Lusser(inne języki) od 01.05.1988 do 30.04.1996
- Hans Meyer od 01.05.1996 do 31.12.2000
- Jean-Pierre Roth(inne języki) od 01.01.2001 do 31.12.2009
- Philipp Hildebrand(inne języki) od 01.01.2010 do 17.04.2012
- Thomas J. Jordan od 18.04.2012